# An deiner Seite
An deiner Seite é o quinto single da banda alemã Unheilig. Foi lançado em 28 de março de 2008 e é o único single do álbum Puppenspiel. 
Foi o primeiro single da banda a entrar nas paradas de sucesso, ficando na posição de número 49. Isso iria se repetir no próximo single, Geboren um zu leben. 

## Letra
A letra de An deiner Seite conta uma história pessoal de Der Graf e seu melhor amigo que faleceu, na letra, Graf conta os bons momentos que ambos viveram juntos e que tem orgulho de ter vivido ao lado dele. Em uma entrevista, perguntado sobre a letra de An deiner Seite e Geboren um zu leben, Graf diz que a letra de An deiner Seite fala sobre os momentos vividos até a doença de seu amigo e em Geboren um zu leben fala sobre sua morte.

## Lista de Faixas
| N.º | Título                            | Duração |  |
| 1.  | "An deiner Seite (Radio Version)" | 3:33    |  |
| 2.  | "An deiner Seite"                 | 6:08    |  |
| 3.  | "Goldene Zeiten"                  | 5:44    |  |
| 4.  | "An deiner Seite" (Videoclipe)    | 3:31    |  |

## Posição nas paradas
| Paradas  | Posição         |
| -------- | --------------- |
| Alemanha | 49 (26 semanas) |

## Créditos
- Der Graf - Vocais/Composição/Letras/Produção
- Christoph "Licky" Termühlen - Guitarra
- Henning Verlage - Teclados/Programação